# 길도
길도(Gildo, ? ~ 398년)는 로마 제국 마우레타니아 카이사리엔시스의 베르베르인 장군이다. 호노리우스와 서로마 제국에 대해 반란을 일으켰으나 패배하였고 자살했거나 사살당했을 가능성이 있다.
길도는 340년대에 태어났을 것으로 추정된다. 길도는 출생 당시 베르베르인이었다. 누벨왕의 아들이었으며 피르무스와 형제였다. 그 외에 Mascezel, Mazuca, Sammac, Diu 등 다른 형제들도 있었다. 시리아(Cryia)라는 자매가 있었다.

## 참고 문헌
- Platts, John, s.v. "Gildo", A New Universal Biography, Sherwood, Jones, and Co., 1826